# Неувядаемый Цвет
«Неувяда́емый Цвет» («Благоуханный Цвет») — один из почитаемых образов Богородицы, создание которого связано с иконографическим творчеством поствизантийских мастеров.

## Иконография. Происхождение типа
Возникновение икон с таким названием как поклонных приходится на конец XVII века, хотя писались такие образы уже в веке XVI. Местом возникновения данного типа икон считается Константинополь, откуда они распространились по православному миру. Литературной основой образа являются тексты византийских акафистов, в которых Дева Мария (а ровно и Христос) сравнивается с неувядаемыми и благоуханными цветами. Иконографической основой стала одигитрия. Художественный элемент сформировался под влиянием западной традиции иконографии.
Иконы «Богоматерь Неувядаемый Цвет» чрезвычайно разнообразны, что характерно для иконографии позднего происхождения. При этом в них есть одна обязательная деталь — цветы, которые помещены в вазонах или сплетены в гирлянды, украшают процветшие жезлы или являются постаментом, на котором изображены Христос и Богоматерь. Иногда на этих иконах есть пространные надписи. Чаще всего Мария и Младенец на иконах «Богоматерь Неувядаемый Цвет» облачены в царские одежды и венцы. Мария может быть представлена как по пояс, так и восседающей на престоле, может иметь непокрытую голову. Это указывает на разнородность иконографических источников икон.
Один из иконографических типов — Богоматерь держит на левой руке младенца Христа, а белые лилии (иногда розы или другие цветы) держит либо Богоматерь, либо Христос. Лилии в иконографии — символический цветок Девы Марии, её чистоты и непорочности, неувядаемости её девства, именно их преподносит архангел Гавриил Богоматери в день Благовещения. Роза, как царица цветов и универсальный символ любви, также является цветком Богородицы. Другой тип — Богоматерь обращена к Младенцу, стоящему в царском облачении на высоком подножии (престоле), она поддерживает его левой рукой, а в правой у неё — процветший райскими цветами жезл (аллегория к ветхозаветному образу Богоматери как «жезла из корени Иессеева»). Встречаются и другие варианты, в частности, в полный рост.
С точки зрения иконографии данная икона была схожа с иконой Божией Матери «Благоуханный Цвет», на которой Богомладенец располагался слева от Богородицы. Позднее оба названия стали обозначать любые варианты образа.

## Празднование и храмы
Празднование в честь иконы в Православной церкви совершается 3 (16) апреля, ранее проходило также 31 декабря (13 января).
Храмы в честь иконы Божией Матери «Неувядаемый Цвет» были освящены в Рублёве, посёлке Ульяновского лесопарка, Сумарокове Рузского района.